# 11.ª etapa da Volta a França de 2018
A 11ª etapa da Volta a França de 2018 teve lugar a 18 de julho de 2018 entre Albertville e La Rosière sobre um percurso de 108 km.

## Classificação da etapa
| \| Classificação por etapas \| Classificação por etapas \| Classificação por etapas \| Classificação por etapas \| Classificação por etapas \| \| Ciclista \| Ciclista \| Equipe \| Tempo \| \| \| ------------------------ \| ------------------------ \| -------------------------- \| ------------------------ \| ------------------------ \| \| 1. \| Geraint Thomas \| Team Sky \| 3h29m36s \| \| \| 2. \| Tom Dumoulin \| Team Sunweb \| + 20s \| \| \| 3. \| Chris Froome \| Team Sky \| + 20s \| \| \| 4. \| Damiano Caruso \| BMC Racing Team \| + 22s \| \| \| 5. \| Mikel Nieve \| Mitchelton-Scott \| + 22s \| \| \| 6. \| Daniel Martin \| UAE Team Emirates \| + 27s \| \| \| 7. \| Jesús Herrada \| Cofidis, Solutions Crédits \| + 57s \| \| \| 8. \| Romain Bardet \| AG2R La Mondiale \| + 59s \| \| \| 9. \| Vincenzo Nibali \| Bahrain-Merida \| + 59s \| \| \| 10. \| Nairo Quintana \| Movistar Team \| + 59s \| \| |                 |                            |          |
| |                 |                            |          |
| Fonte: ProCyclingStats |                 |                            |          |
| Classificação por etapas |                 |                            |          |
| Ciclista | Ciclista        | Equipe                     | Tempo    |
| 1. | Geraint Thomas  | Team Sky                   | 3h29m36s |
| 2. | Tom Dumoulin    | Team Sunweb                | + 20s    |
| 3. | Chris Froome    | Team Sky                   | + 20s    |
| 4. | Damiano Caruso  | BMC Racing Team            | + 22s    |
| 5. | Mikel Nieve     | Mitchelton-Scott           | + 22s    |
| 6. | Daniel Martin   | UAE Team Emirates          | + 27s    |
| 7. | Jesús Herrada   | Cofidis, Solutions Crédits | + 57s    |
| 8. | Romain Bardet   | AG2R La Mondiale           | + 59s    |
| 9. | Vincenzo Nibali | Bahrain-Merida             | + 59s    |
| 10. | Nairo Quintana  | Movistar Team              | + 59s    |

## Classificações ao final da etapa

### Classificação geral
| \| Classificação geral \| Classificação geral \| Classificação geral \| Classificação geral \| Classificação geral \| \| Ciclista \| Ciclista \| Equipe \| Tempo \| \| \| ------------------- \| ------------------- \| ------------------- \| ------------------- \| ------------------- \| \| 1. \| Geraint Thomas \| Team Sky \| 44h06m16s \| \| \| 2. \| Chris Froome \| Team Sky \| + 1m25s \| \| \| 3. \| Tom Dumoulin \| Team Sunweb \| + 1m44s \| \| \| 4. \| Vincenzo Nibali \| Bahrain-Merida \| + 2m14s \| \| \| 5. \| Primož Roglič \| LottoNL-Jumbo \| + 2m23s \| \| \| 6. \| Steven Kruijswijk \| LottoNL-Jumbo \| + 2m40s \| \| \| 7. \| Mikel Landa \| Movistar Team \| + 2m56s \| \| \| 8. \| Romain Bardet \| AG2R La Mondiale \| + 2m58s \| \| \| 9. \| Nairo Quintana \| Movistar Team \| + 3m16s \| \| \| 10. \| Daniel Martin \| UAE Team Emirates \| + 3m16s \| \| |                   |                   |           |
| |                   |                   |           |
| Fonte: ProCyclingStats |                   |                   |           |
| Classificação geral |                   |                   |           |
| Ciclista | Ciclista          | Equipe            | Tempo     |
| 1. | Geraint Thomas    | Team Sky          | 44h06m16s |
| 2. | Chris Froome      | Team Sky          | + 1m25s   |
| 3. | Tom Dumoulin      | Team Sunweb       | + 1m44s   |
| 4. | Vincenzo Nibali   | Bahrain-Merida    | + 2m14s   |
| 5. | Primož Roglič     | LottoNL-Jumbo     | + 2m23s   |
| 6. | Steven Kruijswijk | LottoNL-Jumbo     | + 2m40s   |
| 7. | Mikel Landa       | Movistar Team     | + 2m56s   |
| 8. | Romain Bardet     | AG2R La Mondiale  | + 2m58s   |
| 9. | Nairo Quintana    | Movistar Team     | + 3m16s   |
| 10. | Daniel Martin     | UAE Team Emirates | + 3m16s   |

### Classificação por pontos
| Classificação por pontos | Classificação por pontos | Classificação por pontos | Classificação por pontos | Classificação por pontos |
| Ciclista                 | Ciclista                 | Equipe                   | Pontos                   |                          |
| ------------------------ | ------------------------ | ------------------------ | ------------------------ | ------------------------ |
| 1.                       | Peter Sagan              | Bora-Hansgrohe           | 339 pts                  |                          |
| 2.                       | Fernando Gaviria         | Quick-Step Floors        | 218 pts                  |                          |
| 3.                       | Dylan Groenewegen        | LottoNL-Jumbo            | 132 pts                  |                          |
| 4.                       | Alexander Kristoff       | UAE Team Emirates        | 129 pts                  |                          |
| 5.                       | Arnaud Démare            | Groupama-FDJ             | 106 pts                  |                          |
| 6.                       | André Greipel            | Lotto-Soudal             | 106 pts                  |                          |
| 7.                       | John Degenkolb           | Trek-Segafredo           | 100 pts                  |                          |
| 8.                       | Andrea Pasqualon         | Wanty-Groupe Gobert      | 82 pts                   |                          |
| 9.                       | Philippe Gilbert         | Quick-Step Floors        | 78 pts                   |                          |
| 10.                      | Greg Van Avermaet        | BMC Racing Team          | 69 pts                   |                          |

### Classificação da montanha
| Classificação da montanha | Classificação da montanha | Classificação da montanha | Classificação da montanha | Classificação da montanha |
| Ciclista                  | Ciclista                  | Equipe                    | Pontos                    |                           |
| ------------------------- | ------------------------- | ------------------------- | ------------------------- | ------------------------- |
| 1.                        | Julian Alaphilippe        | Quick-Step Floors         | 61 pts                    |                           |
| 2.                        | Serge Pauwels             | Dimension Data            | 49 pts                    |                           |
| 3.                        | Warren Barguil            | Fortuneo-Samsic           | 40 pts                    |                           |
| 4.                        | Rein Taaramäe             | Direct Énergie            | 36 pts                    |                           |
| 5.                        | Rudy Molard               | Groupama-FDJ              | 22 pts                    |                           |
| 6.                        | David Gaudu               | Groupama-FDJ              | 21 pts                    |                           |
| 7.                        | Greg Van Avermaet         | BMC Racing Team           | 15 pts                    |                           |
| 8.                        | Élie Gesbert              | Fortuneo-Samsic           | 14 pts                    |                           |
| 9.                        | Darwin Atapuma            | UAE Team Emirates         | 12 pts                    |                           |
| 10.                       | Thomas De Gendt           | Lotto-Soudal              | 12 pts                    |                           |

### Classificação da jovens
| Classificação dos jovens | Classificação dos jovens | Classificação dos jovens  | Classificação dos jovens | Classificação dos jovens |
| Ciclista                 | Ciclista                 | Equipe                    | Tempo                    |                          |
| ------------------------ | ------------------------ | ------------------------- | ------------------------ | ------------------------ |
| 1.                       | Pierre Latour            | AG2R La Mondiale          | 44h18m02s                |                          |
| 2.                       | Guillaume Martin         | Wanty-Groupe Gobert       | + 2m03s                  |                          |
| 3.                       | Egan Bernal              | Team Sky                  | + 7m35s                  |                          |
| 4.                       | Søren Kragh Andersen     | Team Sunweb               | + 23m05s                 |                          |
| 5.                       | David Gaudu              | Groupama-FDJ              | + 32m50s                 |                          |
| 6.                       | Daniel Felipe Martínez   | EF Education First-Drapac | + 33m27s                 |                          |
| 7.                       | Stefan Küng              | BMC Racing Team           | + 33m31s                 |                          |
| 8.                       | Antwan Tolhoek           | LottoNL-Jumbo             | + 42m04s                 |                          |
| 9.                       | Magnus Cort              | Astana                    | + 45m47s                 |                          |
| 10.                      | Thomas Boudat            | Direct Énergie            | + 48m49s                 |                          |

### Classificação por equipas
| Classificação por equipes | Classificação por equipes | Classificação por equipes | Classificação por equipes |
| Equipe                    | Equipe                    | Tempo                     |                           |
| ------------------------- | ------------------------- | ------------------------- | ------------------------- |
| 1.                        | Movistar Team             | 133h09m11s                |                           |
| 2.                        | Bahrain-Merida            | + 1m37s                   |                           |
| 3.                        | Sky                       | + 5m45s                   |                           |
| 4.                        | Lotto NL-Jumbo            | + 7m59s                   |                           |
| 5.                        | AG2R La Mondiale          | + 24m43s                  |                           |
| 6.                        | Astana                    | + 28m55s                  |                           |
| 7.                        | Mitchelton-Scott          | + 34m55s                  |                           |
| 8.                        | BMC Racing Team           | + 35m34s                  |                           |
| 9.                        | Team Sunweb               | + 46m29s                  |                           |
| 10.                       | Katusha-Alpecin           | + 53m53s                  |                           |